# Jorge Jardim
Jorge Pereira Jardim (geboren am 13. November 1919 in Lissabon; gestorben am 1. Dezember 1982 in Libreville, Gabun) war ein portugiesischer Agrarwissenschaftler, Geschäftsmann, Politiker und Geheimdienstagent.

## Leben

### Ausbildung
In Lissabon geboren und aufgewachsen, absolvierte Jardim ein Studium der Agrarwissenschaften am Instituto Superior de Agronomia in Lissabon. Nach seinem Abschluss im Jahre 1943 begann er als Beamter in der Studien- und Informationsabteilung der Generaldirektion Landwirtschaft zu arbeiten.

### Aufstieg im Militärregime
Als glühender Verfechter des Salazar-Regimes gelang es Jardim schnell aufzusteigen und so wurde er 1948 im Alter von 29 Jahren zum Unterstaatssekretär für Handel und Industrie ernannt. Er gewann den Ruf, als „rechte Hand“ des portugiesischen Diktators Salazar zu wirken. Als überzeugter Anhänger der Falangisten trat er nach politischen Differenzen mit dem Landwirtschaftsminister über eine Liberalisierung des Handelssektors 1952 zurück.

### Salazars Protégé
Nach seinem Kabinettsrücktritt zog Jardim 1952 in die portugiesische Kolonie Mosambik, wo er sich auf Einladung des Unternehmers Raul Abecassis in der Nähe von Dondo (bei Beira) niederließ. Jardim begann dort als Geschäftsführer der dort 1949 errichteten Fabrik des Asbestunternehmens Lusalite zu arbeiten, das den Abecassis, einer jüdischen, portugiesischen Familie, gehörte. Durch seine Erfahrung und seine Kontakte nach Lissabon gewann Jardim schnell an Bekanntheit und Einfluss in Beira wie in Mosambik selbst. Unter anderem vertrat er die Kolonie Mosambik als Abgeordneter der portugiesischen Nationalversammlung in der VI. und VII. Legislatur (1953–1957, 1957–1961).  Nach und nach nahm er eine Schlüsselposition und Vermittlerrolle zwischen der (portugiesischen) Bevölkerung und den Regierungsbehörden in der Kolonie Portugals ein. Sein Einfluss verschaffte ihm auch das Vertrauen der Regierung Salazar, nicht nur in Mosambik, sondern auch in anderen afrikanischen Staaten. Als Protégé Salazars erhielt Jardim den Diplomatenstatus eines nicht entsandten Botschafters und übernahm eine Vielzahl von Sonderaufgaben für das Regime. Unter anderem verhandelte er 1961/62 mit der indischen Regierung über die Rückführung portugiesischer Gefangener nach der Besetzung Goas (Portugiesisch-Indien), agierte als Spion zu Beginn des Unabhängigkeitskrieges in Angola und sondierte Lösungen, um Rhodesien trotz internationalen Embargos Erdöl liefern zu lassen.
Zu seinen politischen Aufgaben in Mosambik gehörte die Förderung freundschaftlicher Beziehungen zu den unabhängigen Nachbarländern, insbesondere zu Malawi und Sambia, um sie davon abzuhalten, dem Weg Tansanias zu folgen und zuzulassen, dass ihre Territorien als Zufluchtsorte für Unabhängigkeitsbewegungen genutzt werden. Jardim entwickelte enge Beziehungen zu den Regierungschefs Ian Smith (Rhodesien) und Hastings Banda (Malawi), wofür ihm seine Geschäftskontakte in Portugal wie zur staatlichen Häfen- und Eisenbahninfrastruktur in Mosambik (Portos e Caminhos de Ferro de Moçambiqu) behilflich waren. Insbesondere die Zusammenarbeit mit der malawischen Regierung gewann an Bedeutung, die sich auch auf den Sicherheitsbereich erstreckte. Informationen über die Bedrohung durch malawische Gegner im Inland und im Exil wurden regelmäßig an die malawischen Behörden weitergeleitet. Malawi ernannte Jardim sogar zu seinem Generalkonsul in Beira. Parallel zu seinem stark angewachsenen wirtschaftlichen Einfluss baute Jardim unter anderem die Grupo Especial das Páraquedistas (GEP) auf, eine gegen die FRELIMO ausgerichtete Privatarmee in Form einer Fallschirmsondereinheit.
Trotz seiner Nähe und Loyalität zum portugiesischen Militärregime Salazars vertrat Jardim in seiner Rolle als Unternehmer eine liberale Wirtschaftspolitik mit geringerem Zugriff des Staates auf Privatunternehmen. Er lehnte die Kolonisierung des ländlichen Raums als kostspieliges und ineffektives Unterfangen ab und verteidigte stattdessen die Industrialisierung der mosambikanischen Wirtschaft in Verbindung mit der Erleichterung der freiwilligen Migration qualifizierter Arbeitskräfte. Gegenüber der Zentralregierung in Lissabon sprach er sich für eine stärkere Eigenständigkeit der kolonialen Behörden aus. Seine politische Positionen stärkerer Autonomie waren vor allem unter den lokalen Eliten (insbesondere Unternehmern) und portugiesischen Siedlern Beiras populär. Für die Verbreitung seiner politischen Ideen der „Portugalisierung“ und der „Luso-Multiethnizität“ („multirracialismo luso“) nutzte er die Zeitungen Voz Africana (für die afrikanische Öffentlichkeit) und Economia de Moçambique (für die lokale Geschäftswelt), deren Eigentümer er war. Als der liberale Bischof von Beira Sebastião Soares de Resende im Jahr 1967 starb, übernahm Jardim dessen Zeitung Diário de Moçambique, brachte deren regierungskritische Berichterstattung zum Schweigen und legte sie 1971 mit seinen eigenen Zeitungen zusammen.

### Jardims Plan für die Zukunft  Mosambiks
Die Ablösung von António Salazar durch Marcelo Caetano an der Spitze der portugiesischen Regierung im Jahr 1968 und Jardims schlechte Beziehung zu Caetaeno ließen ihn Abstand zur Zentralregierung gewinnen. Jardim vertrat die Position, dass angesichts der politischen Situation Portugals und dem Vormarsch der FRELIMO nur mittels Verhandlungen eine gute Lösung für die Zukunft Mosambiks gefunden werden könnte. Für Jardim gab es zwei Formen der FRELIMO, die „da draußen“ der Kämpfe, sowie die der „internen Front“, die er meinte anzuführen.
Jardim entwickelte einen Vorschlag für eine Unabhängigkeit Mosambiks als Alternative zu dem der FRELIMO. Sein Plan sah zwar eine Unabhängigkeit Mosambiks vor, jedoch unter portugiesischer Kontrolle als Teil einer „lusitanischen Föderation der Nationen“ und Privilegien für die weiße Bevölkerung. Jardim versuchte gezielt schwarze mosambikanische Führungspersönlichkeiten für seinen Vorschlag zu gewinnen, unter anderem umwarb er ohne Erfolg Joana Simeão, Domingos Arouca und Miguel Murupa.
Ohne zunächst Caetano in Kenntnis zu setzen, reiste Jardim im Juli 1971 nach Lusaka, um die Regierung Sambias um Unterstützung seines Vorschlags und Vermittlung mit der FRELIMO zu ersuchen. Jardim und Präsident Kaunda teilten die Ansicht einer Unabhängigkeit Mosambiks als einzige politische Lösung. Nach Verhandlungen beider Seiten wurden im September 1973 grundlegende Punkte der als „Lusaka-Programm“ (auch „Lusaka-Protokoll“) genannten Vereinbarung festgehalten, die offiziell als Vorschlag der sambischen Regierung präsentiert werden sollte. Laut der Vereinbarung würde Portugal die Zusammenarbeit mit Südafrika und Rhodesien beenden, Sambia und Tansania nicht mehr als kommunistische Staaten und die FRELIMO als Banditen und Kommunisten bezeichnen. Im Gegenzug würde Sambia das Vorhaben einer „lusitanischen Föderation“ stützen bestehend aus den portugiesischen Kolonien Afrikas, Brasiliens und Portugal in zentraler Position.
Kaunda leitete diesen Vorschlag im September 1973 an den damaligen außenpolitischen Koordinator der FRELIMO, Joaquim Chissano, weiter. Nach Beratungen mit Anführer Machel im kleinsten Kreis übermittelte er die Antwort der FRELIMO bis Ende 1973. Die FRELIMO reagierte verhalten auf den Plan, da grundsätzliche Fragen zu klären seien, die eine vollständige Neuformulierung erforderten, und bestimmte Grundsätze des Verhandlungsmandats anzuerkennen seien. Weitere Verhandlungen waren jedoch nicht ausgeschlossen. Trotz dieser fortgeschrittenen Verhandlungen und politischer Reife des Plans war es jedoch schwierig für Jardim durch seinen verlorenen Einfluss in Lissabon politische Fürsprecher zu finden. Seine alternative Lösung eines Staatsstreiches und einseitiger Unabhängigkeitserklärung von Portugal kam ebenfalls nicht zum Tragen. Die veränderte politische Situation nach dem Sturz des portugiesischen Militärregimes am 25. April 1974 machte seinen Vorschlag in jeder Form hinfällig und sein Vorhaben aussichtslos.

### Letzte Lebensjahre
Jorge Jardim verbrachte seine letzten Lebensjahre in Gabun als Bankier und Partner von Präsident Omar Bongo.

## Auszeichnungen
- „Großoffizier“ des Militärischen Christusorden (Ordem Militar de Cristo, mit dem Grad Grande-Oficial), 15. April 1952[12]
- „Großoffizier“ des Reichsorden (Ordem do Império, mit dem Grad Grande-Oficial), 26. Juni 1962[12]

## Veröffentlichungen
- Como defender-se dum ataque aéreo: instruções à população. (Ko-Autor: Fernando Brazão Gamboa), Lisboa 1937.
- A agricultura meio educativo. Lisboa 1942.
- Apontamento sobre o Ultramar: comentários sobre o Parecer relativo às Contas Gerais do Estado de 1954. Imp. Nacional, Lourenço Marques 1956.
- Comentário ao II Plano de Fomento. Lisboa 1958.
- Para servir Moçambique. Lisboa 1959.
- Moçambique: terra queimada. Intervenção, Lisboa 1976.
- Rodésia, o escândalo das sanções. 1. Auflage, Intervenção, Lisboa 1978 (2. Aufl. gleichfalls 1978).

- Sanctions double-cross. Oil to Rhodesia. Intervenção, Lisboa 1978.
  - Sanctions double-cross. Oil to Rhodesia. Books of Rhodesia, Bulawayo 1979.
- O programa de Lusaca e a descolonização. (Interviewpartner: Fernando Magalhães), Interview in A Tribuna, 1974.